# Nicolaus Hieronymus Gundling

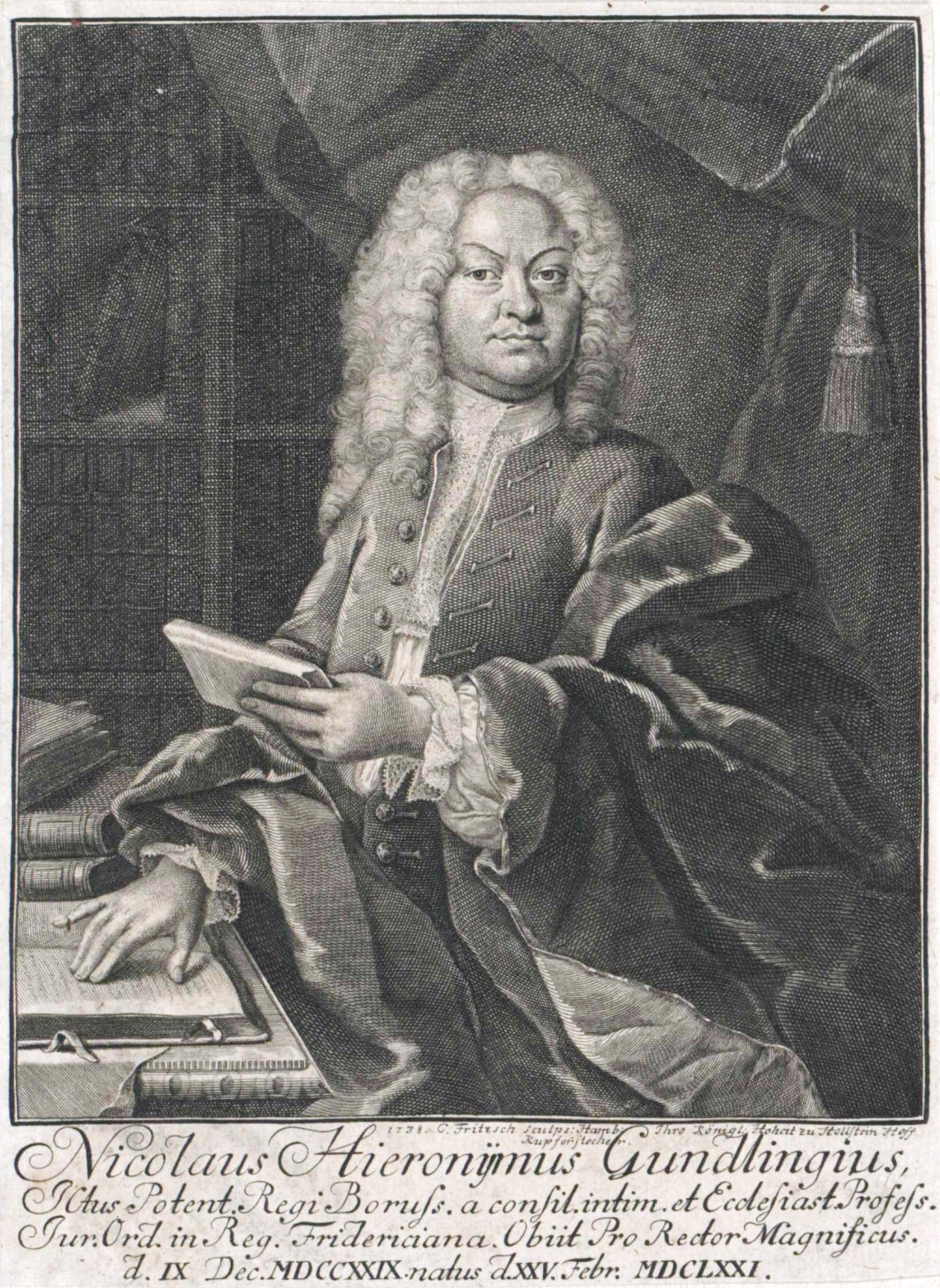
„Nicolaus Hieronymus Gundlingius“, Stich von Christian Fritzsch (1738)

Nicolaus Hieronymus Gundling (auch Nikolaus Hieronymus Gundling und latinisiert Nicolaus Hieronymus Gundlingius; * 25. Februar 1671 in Kirchensittenbach; † 9. Dezember 1729 in Halle an der Saale) war ein deutscher Rechtswissenschaftler, früher Aufklärer, königlich-preußischer Geheimrat und Konsistorialrat des Herzogtums Magdeburg. Der Polyhistor war Professor des Naturrechts und der Philosophie sowie Prorektor der Friedrichs-Universität Halle/Saale. Er gilt als einer der Begründer der Lehre vom Geistigen Eigentum und als einer der bedeutendsten Naturrechtslehrer des 18. Jahrhunderts.

## Leben
Geboren wurde Nicolaus Hieronymus Gundling, als Spross der Familie Gundling, in Kirchensittenbach nahe Hersbruck bei Nürnberg als einer von drei Brüdern, wobei der bekannteste Bruder Jacob Paul von Gundling ist. Sein Großvater war Johannes Vogel. Sein Vater Wolfgang Gundling, seinerzeit Pfarrer in Kirchensittenbach, starb bereits 1689. Sein Vormund schickte ihn, nach dem Besuch des Aegidianum in Nürnberg, 1689 zum Studium der Theologie und Philosophie an die Universität Altdorf bei Nürnberg, wo er unter anderem bei dem Theologen Johann Fabricius studierte, der eine väterliche Rolle für Gundling übernahm. Neben Fabricius hatte Magnus Daniel Omeis, der ihm ein hervorragendes Latein beibrachte und ihn in Poesie und Rhetorik unterrichtete, einen großen Einfluss auf ihn. Er soll auch seine Begeisterung für Satire geweckt haben, zu der er sein Leben lang geneigt haben soll.
Im Jahr 1692 ging er an die Universität Jena, wo er sich der Jurisprudenz widmete. Dort freundet er sich auch mit dem Juristen und Historiker Georg Schubart an, der auch seine Begeisterung für Rhetorik und Historik mehrte. Ab 1694 hielt er sich, nach einem kurzen Aufenthalt an der Universität Leipzig, wieder in Altdorf auf und kam 1698 mit einer Gruppe von Adligen nach Halle, wo er dem bekannten Frühaufklärer und Juristen an der Universität Halle, Christian Thomasius (1655–1728), begegnete. Dieser bestärkte ihn im Studium der Rechtswissenschaften und dem Ziel, eine Professur in Halle anzustreben. Neben den Rechtswissenschaften widmete er sich in dieser Zeit auch der Philosophie und Geschichte. Gundling sollte in der Folge einer der bedeutendsten Schüler Thomasius werden.
Gundling promovierte zunächst am 23. April 1703 zum licentiatus iuris, dann zum „Doctorem Juris“ am 12. Juli 1703, worauf Eberhard Danckelmann den König Friedrich I. in Preußen auf ihn aufmerksam machte. 1705 lehnte Gundling einen Ruf aus Altdorf ab, wo der Lehrstuhl seines ehemaligen Lehrers Johann Christoph Wagenseil vakant wurde, da er bereits durch den Freiherrn von Danckelmann eine „Professio Philisophae extraordinaria“ erhalten hatte. 1707 wurde er ordentlicher Professor für Geschichte und Beredsamkeit an der Philosophischen Fakultät der erst 1694 neu gegründeten Universität Halle.
Am 17. November 1707 heiratete Nicolaus Hieronymus Gundling Sophie Auguste Krautt, aus dem späteren Hause Barone von Krautt, der Ehe entsprangen fünf Kinder. Zu diesen Söhnen zählt der Junker Johann Andreas von Gundling, der in diplomatische Auseinandersetzungen zwischen Preußen und Stollberg verwickelt war.
Zum 51. Geburtstag Friedrich I. (1708) hielt er im Namen der Universität Halle eine Lobrede, sein erster öffentlicher Auftritt vor größerem Publikum. Am 26. Februar 1712 wechselte Gundling als ordentlicher Professor für Natur und Völkerrecht an die Juristische Fakultät in Halle und wurde durch diesen Schritt zum Magdeburgischen Konsistorialrat. 1715 begann Nicolaus Hieronymus Gundling die „Gundlingiana“ herauszugeben. Im Jahr 1719 wurde er zum Geheimen Rat ernannt sowie auf den Lehrstuhl für Ius Publicum in Halle berufen. Sämtliche Rufe an andere Universitäten lehnte Gundling ab.
Am 9. Dezember 1729 verstarb Nicolaus Hieronymus Gundling, als „Prorector Magnificus“ der Universität Halle in seiner zweiten Amtszeit. Die Leichenpredigt hielt Theologieprofessor Johann Jakob Rambach und anschließend veröffentlicht. Gundling wurde auf dem halleschen Stadtgottesacker im Gruftbogen 89 bestattet.

## Lehre und Wirken
Gundling gilt als der Hauptvertreter der hallischen staatsrechtlich-historischen Schule, die an der der Aufklärung verschriebenen Universität Halle begründet wurde, sowie als einer der Begründer der Lehre vom Geistigen Eigentum, wobei er mit seinem Rechtliches und Verfnunfft-mäßiges Bedencken... 1726 die erste monographische Schrift zu diesem Thema verfasste. Beeinflusst wurde Gundling in Halle hauptsächlich durch seinen Lehrer Thomasius, dessen bedeutendster Schüler er war. Die Lehre Gundlings reichte von Reichsgeschichte und -staatsrecht über Völker-, Natur- und Kirchenrecht bis hin zu Pandekten und Literaturgeschichte. Seine Lehrveranstaltungen wurden wegen seiner hervorragenden Rhetorik und Geistesschärfe, aber auch aufgrund der von Gundling gepflegten Aktualität und der „spritzigen Elemente“ gelobt. Insbesondere für das 18. Jahrhundert gilt er als einer der bedeutendsten Naturrechtslehrer.
Bei Dreyhaupt wird Gundling aus der Sicht seiner Zeitgenossen als ein „…nicht allein… gelehrter, sondern auch ein aufrichtiger und redlicher Mann…, dessen Hertz von Wahrheit und Gerechtigkeit unbeweglich gewesen [sei],“ beschrieben. Weiter beschreibt Dreyhaupt Gundling als einen freundlichen, dienstfertigen und gesprächigen Menschen, der gegenüber Armen gütig gewesen sei. Ein nicht nur durch wissenschaftliche Kontroversen geprägtes Verhältnis pflegte Gundling zu Johann Peter von Ludewig. Mitunter versuchte die Juristische Fakultät den Entzug der Professur Ludewigs durchzusetzen, da Gundling  als intellektuell überlegen galt, allerdings kam es dazu nicht. Ludewig ist es zu verdanken, dass eine große Zahl von Gundlings Streitschriften erhalten wurden.
Ab 1720 führte Gundling mit dem Leidener Gelehrten Pieter Burman der Ältere eine zu seiner Zeit viel beachtete Kontroverse über den Gebrauch der Deutschen Sprache in der Wissenschaft, in deren Kontext Gundling das Programma anti-Burmannianum abfasste.
Um die in Halle praktizierte Lehre auch an der neuen Universität Göttingen umzusetzen, wurden von Gerlach Adolph von Münchhausen, der selbst unter dem Einfluss Gundlings stand, einige Schüler Gundlings nach Göttingen geworben, so zum Beispiel der erste kommissarische Rektor dieser Universität Georg Christian Gebauer oder Johann Jakob Schmauß und zum Aufbau besonders der juristischen Fakultät David Georg Strube. Gundling war für diverse weitere Gelehrte prägend, so unter anderem auch für Johann Ludwig Levin Gebhardi, Friedrich Wiedeburg oder Gottfried Lengnich; Johann Georg Estor nahm er gar wie einen weiteren Sohn in seinem Haus auf.

## Würdigungen
Eine der prominentesten Anhänger der Schule Gundlings war Ludwig I. König von Bayern, der von Gundlingschülern an der Universität Göttingen unterrichtet wurde. Zu Ehren des Wegbereiters der „Teutschen Reichs-Historie“ ließ er eine Marmorbüste von Fidelis Schönlaub (1805–1883) 1847 skulpieren, die bis zu ihrer Beschädigung im Zweiten Weltkrieg in der Ruhmeshalle der Bavaria in München stand. Heute erinnert dort noch eine Tafel an diese.
Seit dem Sommersemester 2010 wurde an der Universität Halle eine Gundling-Professur für Recht des geistigen Eigentums eingerichtet, die nach Nikolaus Hieronymus Gundling, der als einer der führenden Mitbegründer der Lehre des Geistigen Eigentums gilt, benannt ist. Gestiftet wird die Gundling-Professur von der Deutschen Vereinigung für gewerblichen Rechtsschutz und Urheberrecht (GRUR) und der Industrie- und Handelskammer Halle-Dessau.

## Gundlings Bibliothek
Nachdem Gundling zu Beginn in Halle die Krausesche Bibliothek des Mediziners Christoph Krause mitbenutzen durfte, gab er monatlich 200 Taler dafür aus, sich eine eigene Bibliothek anzulegen. Bis zu seinem Tod wuchs die Bibliothek auf 9633 Bände an, zur gleichen Zeit zählte die Universitätsbibliothek Halle ebenfalls rund 10000 Bände. Entgegen den Annahmen, Gundling hätte seine Bibliothek nach dem System des französischen Gelehrten Adrien Baillet oder dem Polyhistor Petrus Lambeccius, der die kaiserliche Bibliothek in Wien ordnete, geordnet, wie er dies seinen Studenten empfahl, stellte sich nach dem Tod Gundlings heraus, dass sich seine Bibliothek in einer anscheinenden Unordnung befand. Trotzdem schien Gundling den Überblick über seine Bibliothek behalten zu haben, denn er habe bei Bedarf sogleich jedes Buch zur Hand gehabt. Nach seinem Tod wurde die Bibliothek, entgegen seinem Wunsch diese der Studierendenschaft zur Verfügung zu stellen, versteigert.

## Schriften

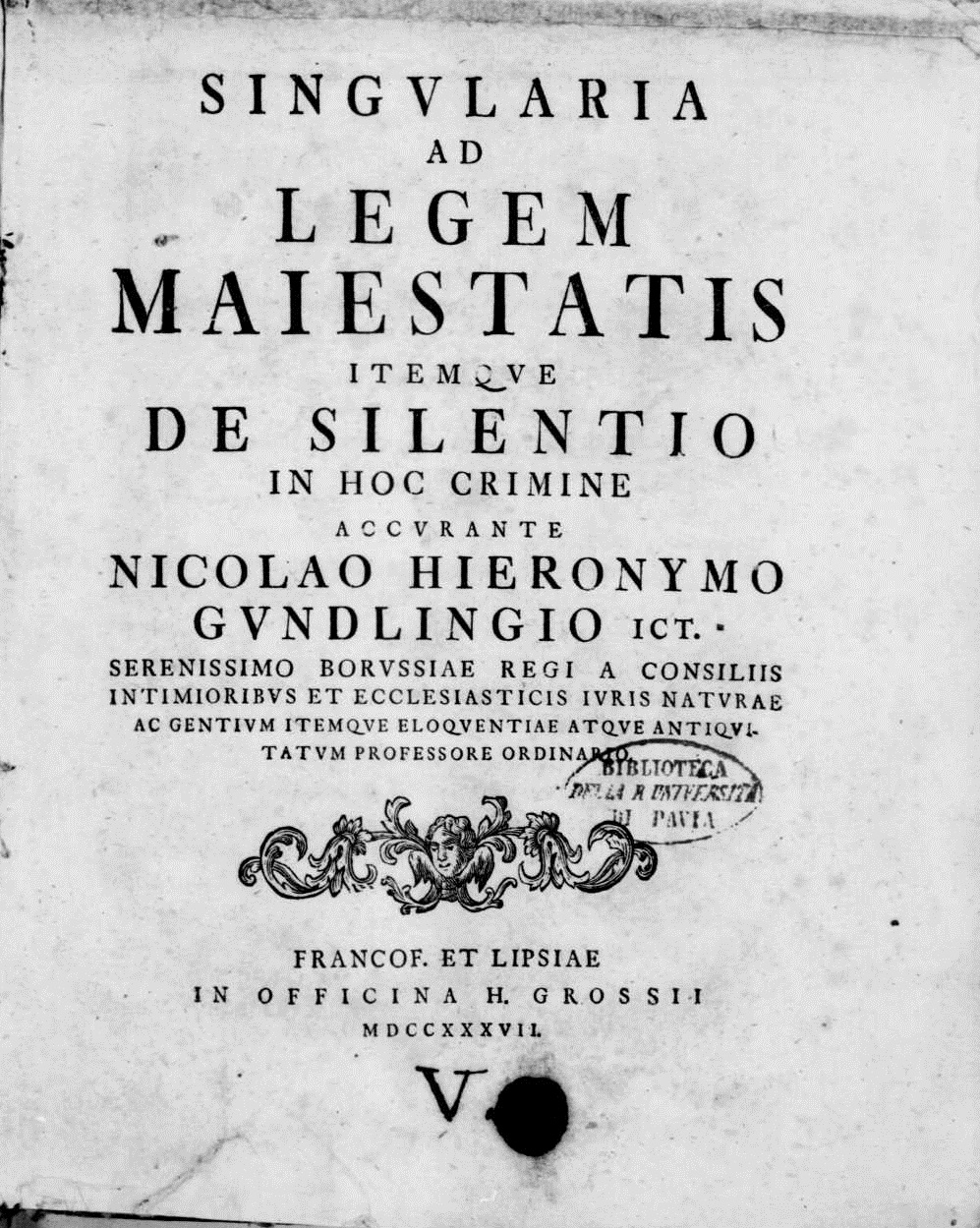
Singularia ad legem maiestatis itemque de silentio in hoc crimine, 1737

Nicolaus Hieronymus Gundling war im frühen Zeitalter der Aufklärung ein reger wissenschaftlicher Schriftsteller. Seine Schriften gehören noch heute häufig zum Bestand von Universitäts- und Landesbibliotheken. Die Inhalte seiner Werke sind sehr vielseitig, sie gehen vom Historischen über das Philosophische bis zum Rechtlichen, und sind zu einem großen Teil in deutscher Sprache verfasst.
- Otia, Renger, Frankfurt 1706.
- Observations Selectae, 1707.
- Abriß zu einer rechten Reichs-Historie, 1708.
- Rechtliches Und Vernunfft-mäßiges Bedencken eines I[uris]C[onsul]TI, Der unpartheyisch ist, Von dem Schändlichen Nachdruck andern gehöriger Bücher, 1726.
- Ausführlicher Discours über den jetzigen Zustand der europäischen Staaten, 2 Teile, Frankfurt, Leipzig 1733, 1734.
- Discours über Weyl. Herrn D. Io. Franc. Buddei, SS. Th. Prof. Philosophae Practicae Part. III. Die Politic. o. V., Frankfurt am Main/Leipzig 1733 (Digitalisat und Volltext im Deutschen Textarchiv).
- Historie der Gelahrtheit oder Discours über Heumanni conspectum reipublicae literariae, 3 Teile, Frankfurt 1734–1746.
- Discours über H. de Cocceii juris publici prudentiam, Halle 1735.
- Schilterus illustratus oder ausführlicher aus dem Natur- und Völcker-Recht, Deutschen Altertümern, und durch merckwürdige Exempel, us der alten und neuen Historie von Deutschland, erl. acad Discours über Jo. Schilteri Deutsches Lehn-Recht, Frankfurt/Leipzig 1735.
- Ausführliche Erläuterung über Schilteri institutiones juris feudalis, mit Registern versehen von Chr. Joh. Feustel, Frankfurt/Leipzig 1736.
- Gründlicher Discours über den Westphälischen Frieden, Zu dessen Erläuterung Eine Kurtze Erzehlung der vornehmsten Ursachen des Dreyszig-Jährigen Krieges Von Zeit der Reformation, bis auf den Westphälischen Frieden, Frankfurt/Leipzig 1736.
- Vollständige Historie der Gelahrheit. Band 4. Frankfurt/Leipzig 1736.
- Singularia ad legem maiestatis itemque de silentio in hoc crimine. Johann Heinrich Gross, Frankfurt am Main 1737 (Latein, beic.it).
- Ius naturae ac gentium. sumptibus Antonii Philibert, Genua 1751 (Latein, beic.it).

### Die Neue Bibliothec
Im Jahr 1711 übernahm Gundling die Herausgabe der Zeitschrift Die Neue Bibliothec. Diese Zeitschrift fand in dieser Zeit vor allem durch Gundlings scharfe Rezensionen große Beachtung.

### Gundlingiana
Die Gundlingiana war eine von Gundling hauptsächlich verfasste, von 1715 bis zu seinem Tod herausgegebene, Wissenschaftliche Zeitschrift. Bis zu seinem Tod erschienen 44 Hefte, eine 45. Ausgabe wurde 1732 postum nach Sichtung seines handschriftlichen Nachlasses herausgegeben. Die Gundlingiana entwickelte sich kurz nachdem sich wissenschaftliche Zeitschriften als Form des wissenschaftlichen Publizierens etabliert hatten und wird mit den modernen Blogs verglichen, da der Gelehrte seine persönliche Perspektive zu Wissen und Wissenschaften laufend der Öffentlichkeit darbot. Zu den behandelten Themenfeldern gehörten die Rechts-, Geschichts-, Literatur- und Sprachwissenschaften sowie theologische Themen. Des Weiteren veröffentlichte Gundling Literaturkritiken und seine persönliche Korrespondenz in der Zeitschrift.